# Mușcel, Buzău
Mușcel este o localitate componentă a orașului Pătârlagele din județul Buzău, Muntenia, România.
La sfârșitul secolului al XIX-lea, satul Mușcel era reședința comunei Valea Mușcelului, odinioară denumită Drăgulinești din plaiul Buzău al județului Buzău. Comuna era compusă din cătunele Brusturișu, Calea Chiojdului, Malu Alb, Manolești, Măceșu și Poiana și avea o populație de 700 de locuitori, ce trăiau în 138 de case, și o biserică în cătunul Manolești. În 1925, comuna exista în aceeași plasă Buzău și avea în componență satele Poiana și Mihăilești, și cătunele Brusturișu, Calea Chiojdului, Malu Alb, Măceșu și Mușcel (care și atunci era reședința comunei).
În 1950, comuna a fost transferată la raionul Cislău al regiunii Buzău și apoi (după 1952) al regiunii Ploiești. În 1968, reorganizarea administrativă a României a adus desființarea comunei Valea Mușcelului, care a fost inclusă în întregime în comuna Pătârlagele, care a fost arondată județului Buzău, și apoi a devenit oraș în 2004.
Localitatea nu trebuie confundată cu satul Muscel din comuna Viperești.